# La Montagne de diamants (mini-série)
La Montagne de Diamants (Mountain of Diamonds) est une mini-série dramatique italo-franco-allemande en 4 parties, réalisée par Jeannot Szwarc d'après les romans Les Feux du désert et Le Royaume des tempêtes de Wilbur Smith et diffusée du 9 octobre 1991 au 28 octobre 1991 sur Canale 5.
En France, elle a été diffusée en 3 téléfilms de 105 minutes, du 25 novembre 1994 au 9 décembre 1994 sur TF1.

## Historique
La Montagne de diamants est la conséquence des quotas de production française imposés à la fin des années 1980 et de la volonté de diverses productions européennes de travailler ensemble comme Mediaset et Beta Taurus. Un vestige du Consortium européen pour la télévision commerciale qui réunit la Fininvest, Maxwell, Beta taurus et la SEPC (holding des participations françaises au capital de la Cinq), créé en mars 1986 et dissout début 1989 après le retrait du groupe Chargeurs. La mini-série est produite par Tricom, société de production possédée par Silvio Berlusconi, Leo Kirch, et TF1,.

## Distribution
- Isabelle Gélinas
- Derek de Lint
- John Savage
- Marina Vlady
- Ernest Borgnine
- Jason Connery
- Valerie Perrine
- Marc de Jonge
- Jennifer Youngs

## Tournage
Bien que l'action se déroule en Afrique du sud, le tournage s'est déroulé sur l'île de Malte et l'île de Gozo, pour des raisons de sécurité, et afin de ne pas se couper du marché américain.